# Nephrolepis rivularis
Nephrolepis rivularis är en spjutbräkenväxtart som först beskrevs av Martin Vahl, och fick sitt nu gällande namn av Georg Heinrich Mettenius och Krug. Nephrolepis rivularis ingår i släktet Nephrolepis och familjen Nephrolepidaceae. Inga underarter finns listade.